# Mayo Yamaura
Mayo Yamaura (jap. 山浦 麻葉, Yamaura Mayo; * 29. April 1984 in Miyota, Präfektur Nagano) ist eine japanische Curlerin. Sie spielt auf der Position des Second beim Team Aomori des Aomori CC in der Präfektur Aomori.
Der größte Erfolg von Yamaura war der Gewinn der Silbermedaille bei den Pazifikmeisterschaften 2007 und 2009 im Team von Skip Moe Meguro.
Im Februar 2010 nahm Yamaura als Mitglied des japanischen Teams an den Olympischen Winterspielen 2010 in Vancouver (Kanada) teil. Die Mannschaft belegte den achten Platz.